# Sojuz TMA-5
Sojuz TMA-5 (ryska: Союз ТMA-5) var en flygning i det ryska rymdprogrammet. Flygningen gick till Internationella rymdstationen.
Farkosten sköts upp från Kosmodromen i Bajkonur med en Sojuz-FG-raket den 14 oktober 2004. Man dockade med rymdstationen den 16 oktober 2004.
Den 29 november 2004 flyttade man farkosten från Pirsmodulens nadirport till Zarjamodulens nadirport. 
Man lämnade rymdstationen den 24 april 2005. Några timmar senare återinträdde den i jordens atmosfär och landade i Kazakstan.
I och med att farkosten lämnade rymdstationen var Expedition 10 avslutad.

## Uppskjutningen
Starten var planerad till den 9 oktober men under tester före start råkade någon aktivera en explosiv bult. Bulten bytes ut och starten flyttades fram till den 14 oktober